# Vîșciîi Bulateț, Lubnî
Vîșciîi Bulateț (în ucraineană Вищий Булатець) este localitatea de reședință a comunei Vîșciîi Bulateț din raionul Lubnî, regiunea Poltava, Ucraina.

## Demografie
Componența lingvistică a localității Vîșciîi Bulateț
     Ucraineană (98,25%)
     Rusă (1,66%)
Conform recensământului din 2001, majoritatea populației localității Vîșciîi Bulateț era vorbitoare de ucraineană (98,25%), existând în minoritate și vorbitori de rusă (1,66%).